# Нова Ушиця
Нова́ У́шиця (до 1829 року — Літнівці) — селище в Україні, центр Новоушицької селищної територіальної громади. 

## Назва
За народними переказами, назва «Літнівці» походить від того, що в них знаходилась літня резиденція польських панів. В 1829 році містечко було перейменоване на Нову Ушицю. Це було пов'язане з назвою повіту, центром якого була стародавня столиця Пониззя —  місто Ушиця, але через розміщення повітового містечка Ушиці на краю повіту, було визнане незручним та згідно з клопотанням дворян, повітовим стало містечко Літнівці, через присвоєння йому назви Нової Ушиці, колишній центр повіту став іменуватися Стара Ушиця.

## Географічне положення
Розташоване в східній частині району на схилах гірського підвищення, що омивається річкою Калюс, за 102 км на південь від обласного центру — міста Хмельницький та за 48 км на схід від залізничної станції Дунаївці на лінії Ярмолинці — Ларга. Межує з Отроківською, Івашковецькою, Кучанською, Струзькою, Браїлівською і Заміхівською громадами. Через селище проходить давній і важливий шлях на Поділлі — з Кам'янця-Подільського на Могилів-Подільський.

## Історія

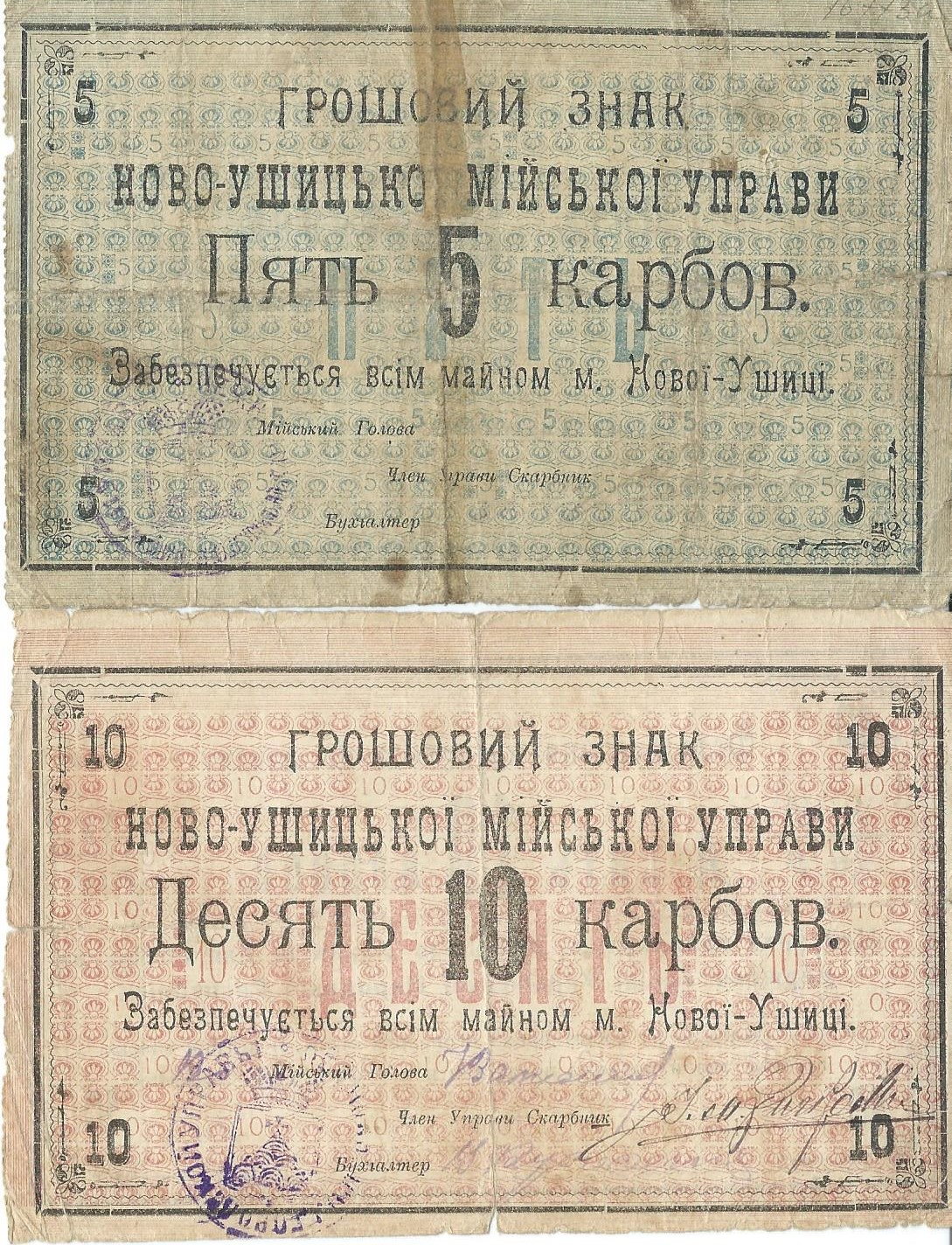
Грошові одиниці Нової Ушиці часів Української Народної республіки. 1919 рік.

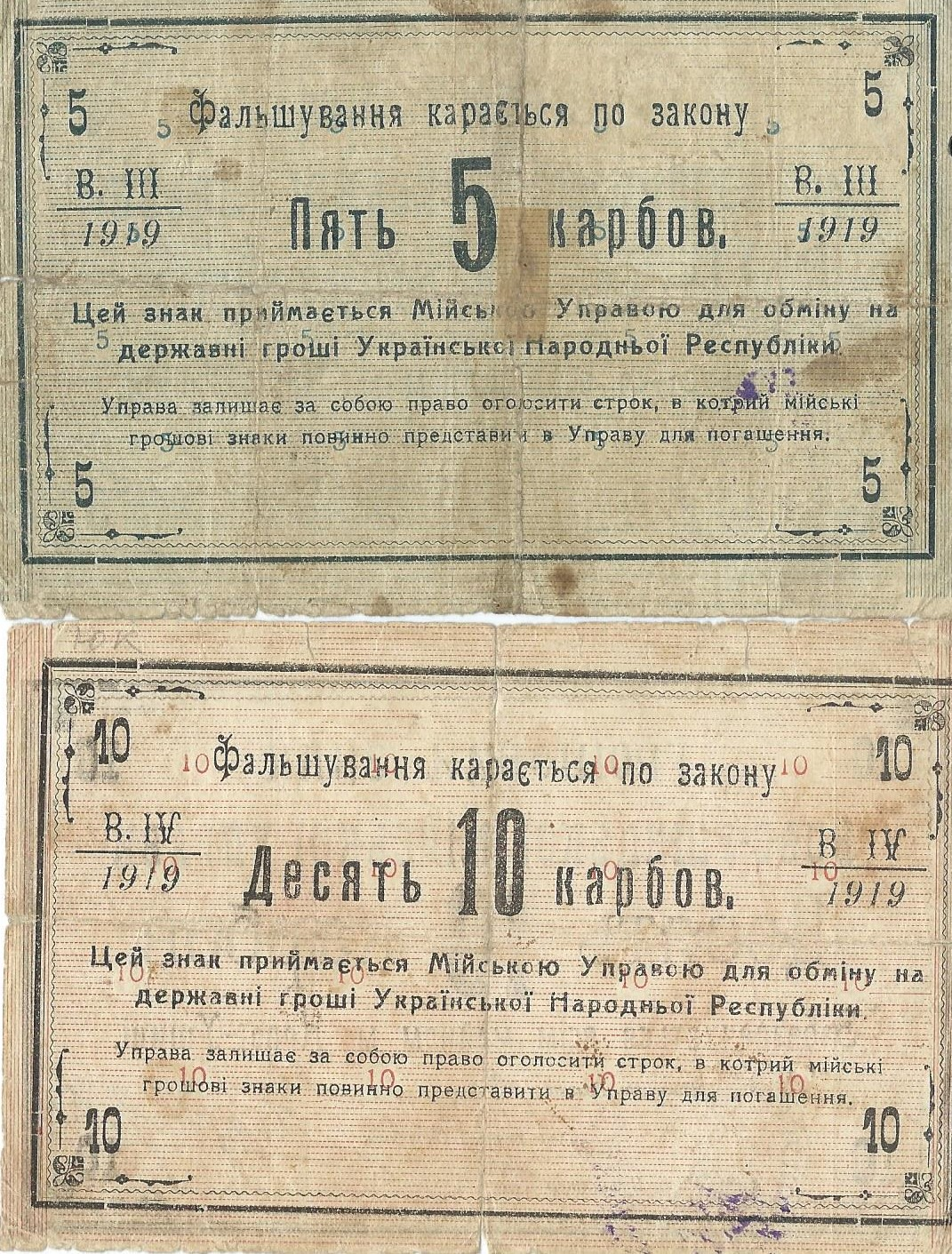
Грошові одиниці Нової Ушиці часів Української Народної республіки. 1919 рік.

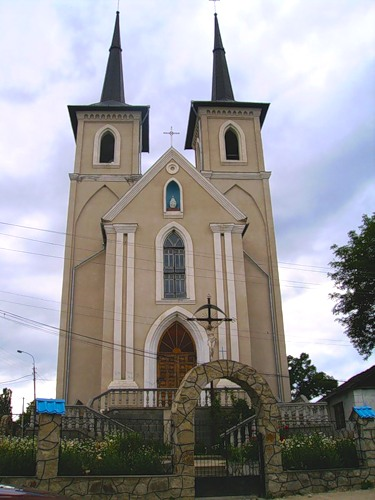
Костел Преображення Господнього у Новій Ушиці, освячений у 1994 році

Вперше назва селища згадується в середині XV століття. В 1439 році польський шляхтич Сенько одержав королівську грамоту на володіння Літнівцями й сусіднім селом Вербовець. За переказами, назва Літнівці походить від того, що там була літня резиденція польських панів.
У 1702–1703 роках Літнівці отримали привілей на Магдебурзьке право.
Після другого поділу Польщі і приєднання Поділля до Росії в 1793 році царським указом від 16 липня 1795 року було утворено низку повітів, у тому числі Ушицький повіт, до якого ввійшло й Літнівецьке староство.
В 1829 році містечко перейменували на Нову Ушицю. Це було пов'язане з назвою повіту, центром якого було містечко Ушиця на Дністрі (нині селище Стара Ушиця).
Селяни були звільнені від кріпосного права в 1861 році.
За переписом 1899 року населення Нової Ушиці складало 6 541 чоловік, з них міщан —  6 248, селян —  129, купців — 34; будинків —  739, у тому числі кам'яних — 50, крамниць — 44.
Восени 1919 року начальником залоги Нової Ушиці був полковник Армії УНР Шулай Михайло Мусійович. Внаслідок поразки визвольних змагань на початку XX століття, селище надовго окуповане російсько-більшовицькими загарбниками.
Радянська окупація принесла колективізацію та розкуркулення, жителі Нової Ушиці зазнали репресій.
У 1924 році Нова Ушиця отримала статус селища міського типу.
Під час організованого радянською владою Голодомору 1932-1933 років померло щонайменше 183 жителі селища.
З 14 липня 1941 року по 27 березня 1944 року Нова Ушиця перебувала під німецькою окупацією. По закінченню Другої світової війни у 1946-1947 роках мешканці селища знову пережили голод.
1986 року в Новій Ушиці збудовано нове 4-х поверхове приміщення лікарні на 240 ліжок.
З 24 серпня 1991 року — в складі незалежної України.
В 1992 році відкрито історико-краєзнавчий музей.
З 1996 року розпочато газифікацію селища природним газом.
В 2014 році відкрито пам'ятник Тарасу Шевченку. А 21 лютого 2014 року скинуто пам'ятник Леніну.
20 серпня 2015 року шляхом об'єднання сільських рад, селище стало адміністративним центром — Новоушицької селищної громади.
17 липня 2020 року, в результаті адміністративно-територіальної реформи та ліквідації Новоушицького району, селище увійшло до складу Кам'янець-Подільського району.

## Населення
| Рік  | Кількість населення |
| ---- | ------------------- |
| 2011 | 4404                |
| 2020 | ▼ 4001              |
| 2022 | ▼ 3880              |

### Мова
У селищі поширені західноподільська та південноподільська говірки, що відносяться до подільського говору, який належить до південно-західного наріччя.
Розподіл населення за рідною мовою за даними перепису 2001 року:
| Мова       | Відсоток |
| ---------- | -------- |
| українська | 97,87 %  |
| російська  | 1,95 %   |
| білоруська | 0,04 %   |
| єврейська  | 0,04 %   |
| молдовська | 0,02 %   |

## Економіка
На території селища працюють плодоконсервний (посезонно), цегельний (періодично) та масло-заводи (постійно), а також сучасний хлібокомбінат (постійно). Поширеним є вирощування та збирання лікарських трав, за рахунок відсутності важкої промисловості та екологічності місцевості.

## Об'єкти соціальної сфери
- Будинок дитячої творчості
- Ліцей №1
- Новоушицький коледж Подільського державного аграрно-технічного університету
- Новоушицький центр первинної медико-санітарної допомоги
- Відділ "Центр надання адміністративних послуг" (ЦНАП) Новоушицької селищної ради

## Релігія
- Церква Святих Бориса і Гліба (2009, УГКЦ)
- Костел Преображення Господнього (Католицька церква)
- Церква Свято-Покровська (ПЦУ)

## Природоохоронні об'єкти
- Калюський ландшафтний заказник (на північ і південь від Нової Ушиці)
- Сосна чорна (вул. Л. Українки)
- Дуб звичайний (парк культури та відпочинку)
- Берека звичайна (парк культури та відпочинку)
- Сосна чорна (парк культури та відпочинку)
- Берека лікарська (Новоушицький декоративний розсадник)

## Пам'ятки історії та архітектури
- Будинок земської лікарні
- Ринкова площа з єврейськими будинками
- Плебанія
- Народний будинок
- Садиба Рингач
- Завод «Монополь»

## Міста-партнери
- Насельськ,  Польща
- Герсбрук,  Німеччина[11]

## Персоналії
- Горобців Микола — поручник Армії УНР.
- Дзюбелюк Олександр Миколайович (1990—2014) — старший лейтенант прикордонної служби України, загинув у бою на українсько-російському кордоні.
- Кукуруза Павло (1896, Нова Ушиця — 1978, Міннеаполіс) — український видавець, редактор, педагог.
- Колубаїв Сергій Петрович (22 липня 1896, Нова Ушиця — ?) — вояк Армії УНР, козак 3-ї Залізної стрілецької дивізії; член Чеської академії наук.
- Шевчук Борис Іванович — вояк батальйону «Айдар», загинув у боях за Луганськ.
- Мовчан Олександр Андрійович (1932—2006) — радянський, український актор театру і кіно.
- Філатов Юрій Миколайович (30 липня 1948 р.) — український веслувальник на байдарці, дворазовий олімпійський чемпіон 1972 та 1976 рр.
- Давидюк Дмитро Петрович (21 листопада 1991—2022) — український військовослужбовець, учасник російсько-української війни[12].
- Холявко Руслан Володимирович (1981-2023) — головний сержант Державної прикордонної служби України, учасник російсько-української війни.

## Галерея

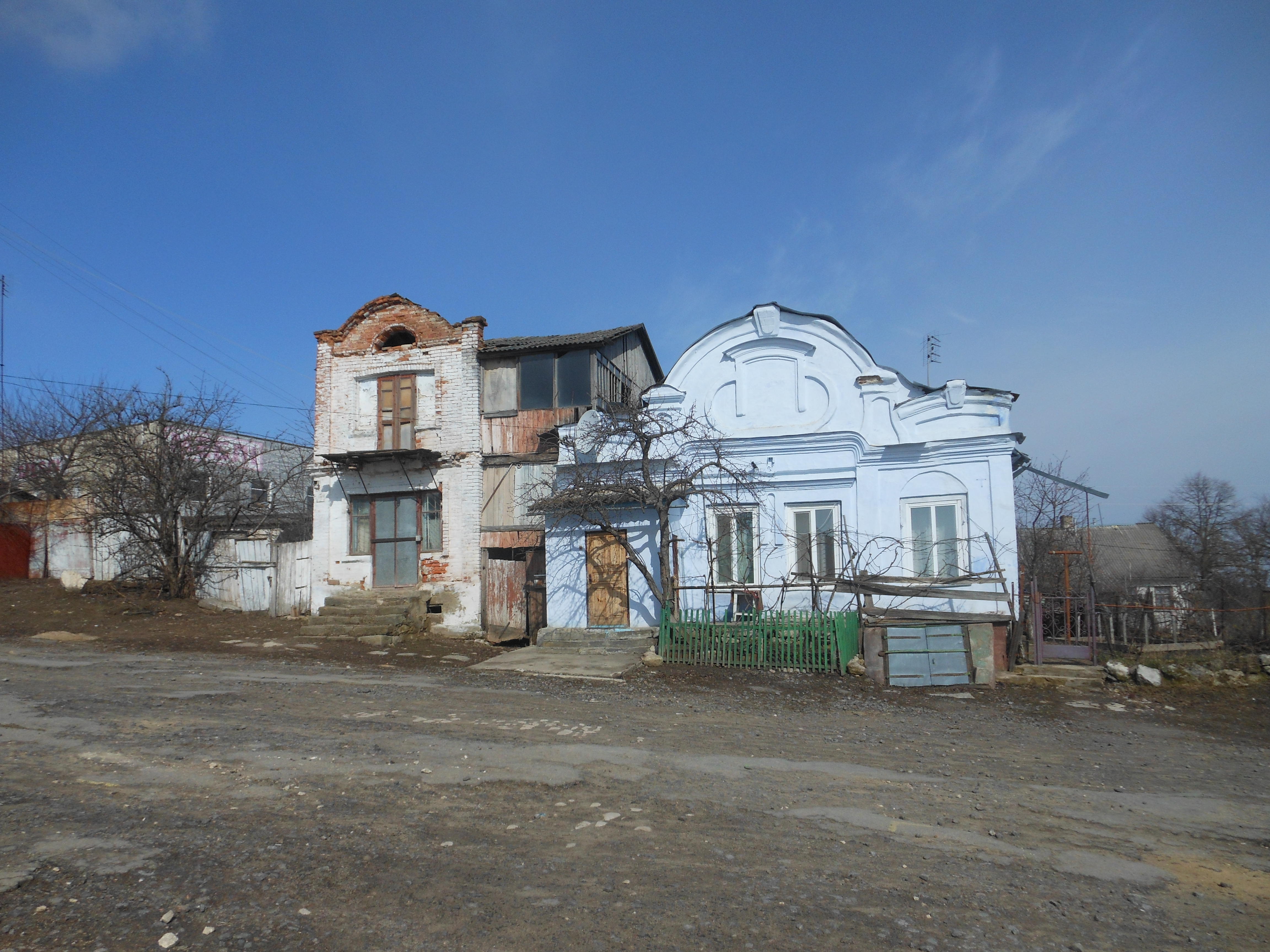
Житловий будинок
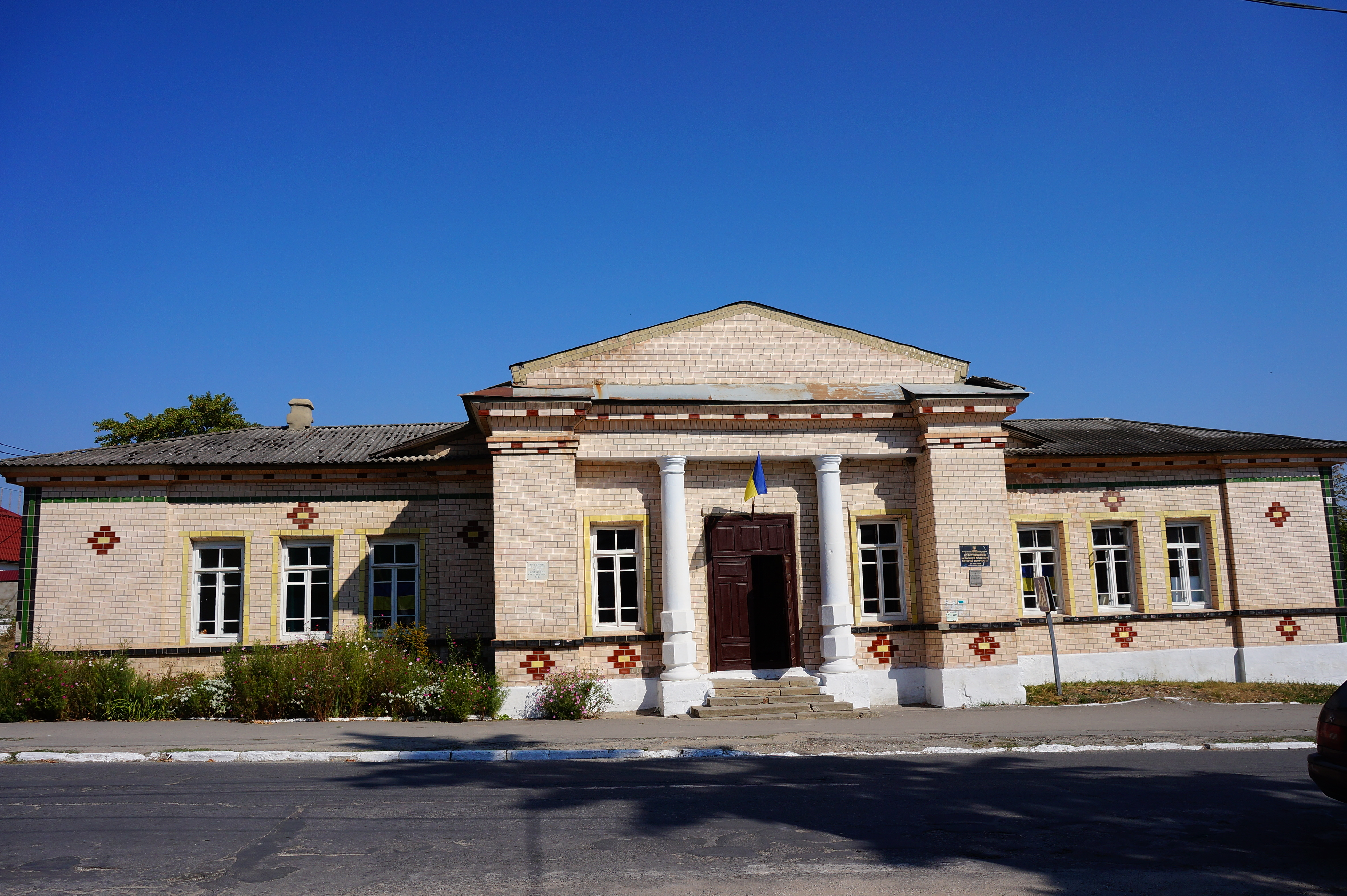
Вулиця Подільська, 24
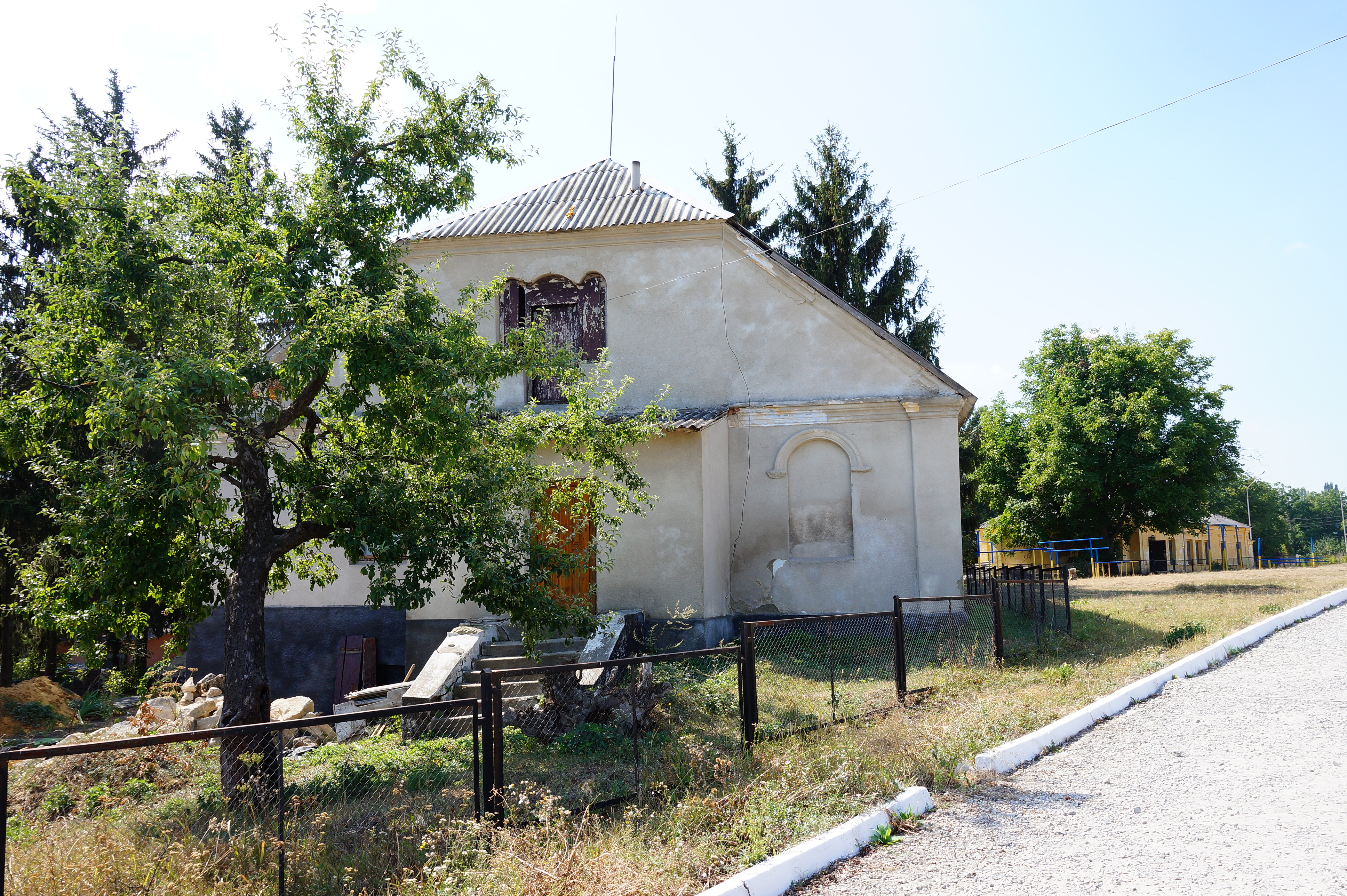
Кухня садиби Рингач
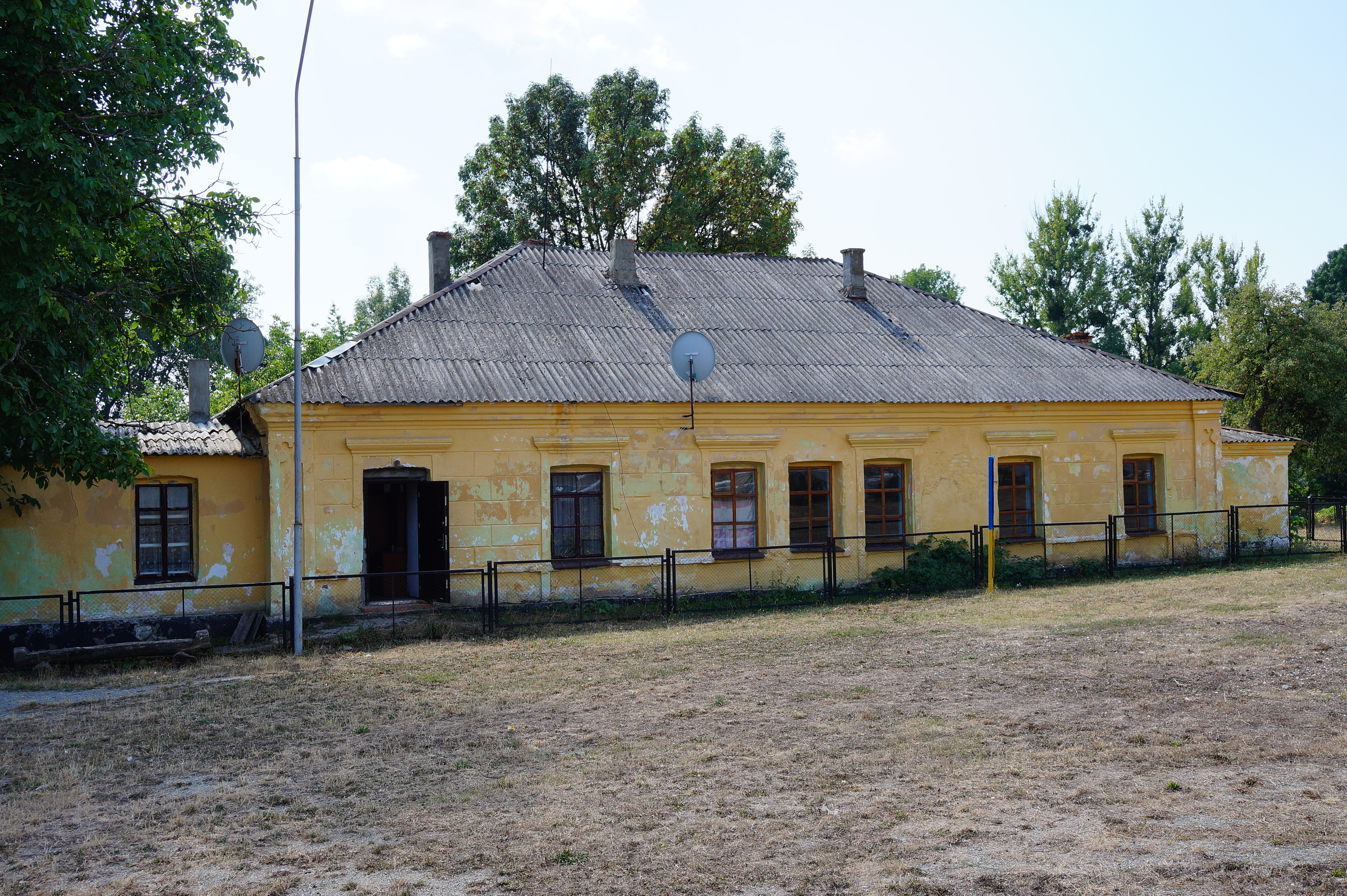
Флігель садиби Рингач
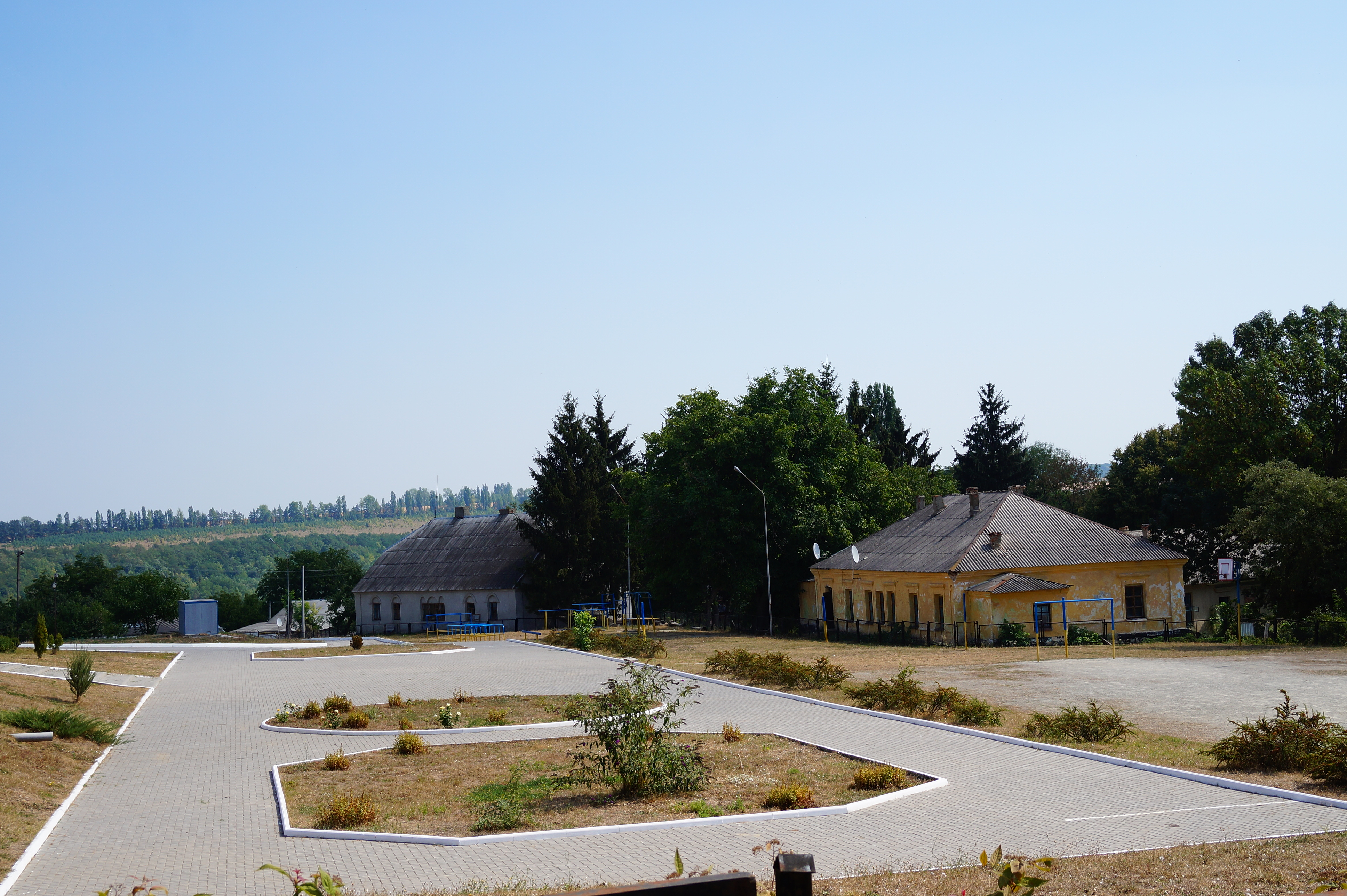
Комплекс споруд садиби Рингач
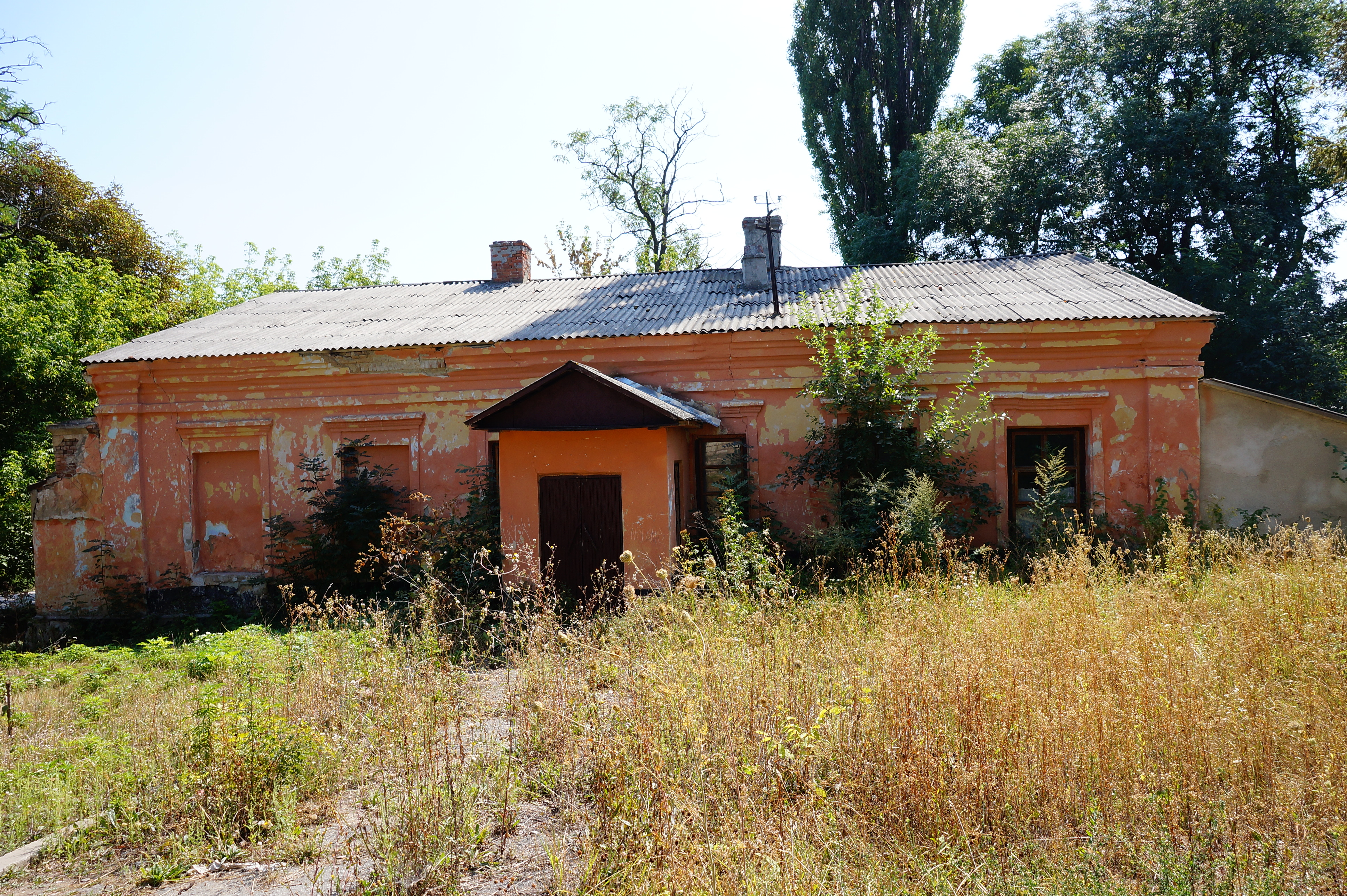
Флігель садиби Рингач
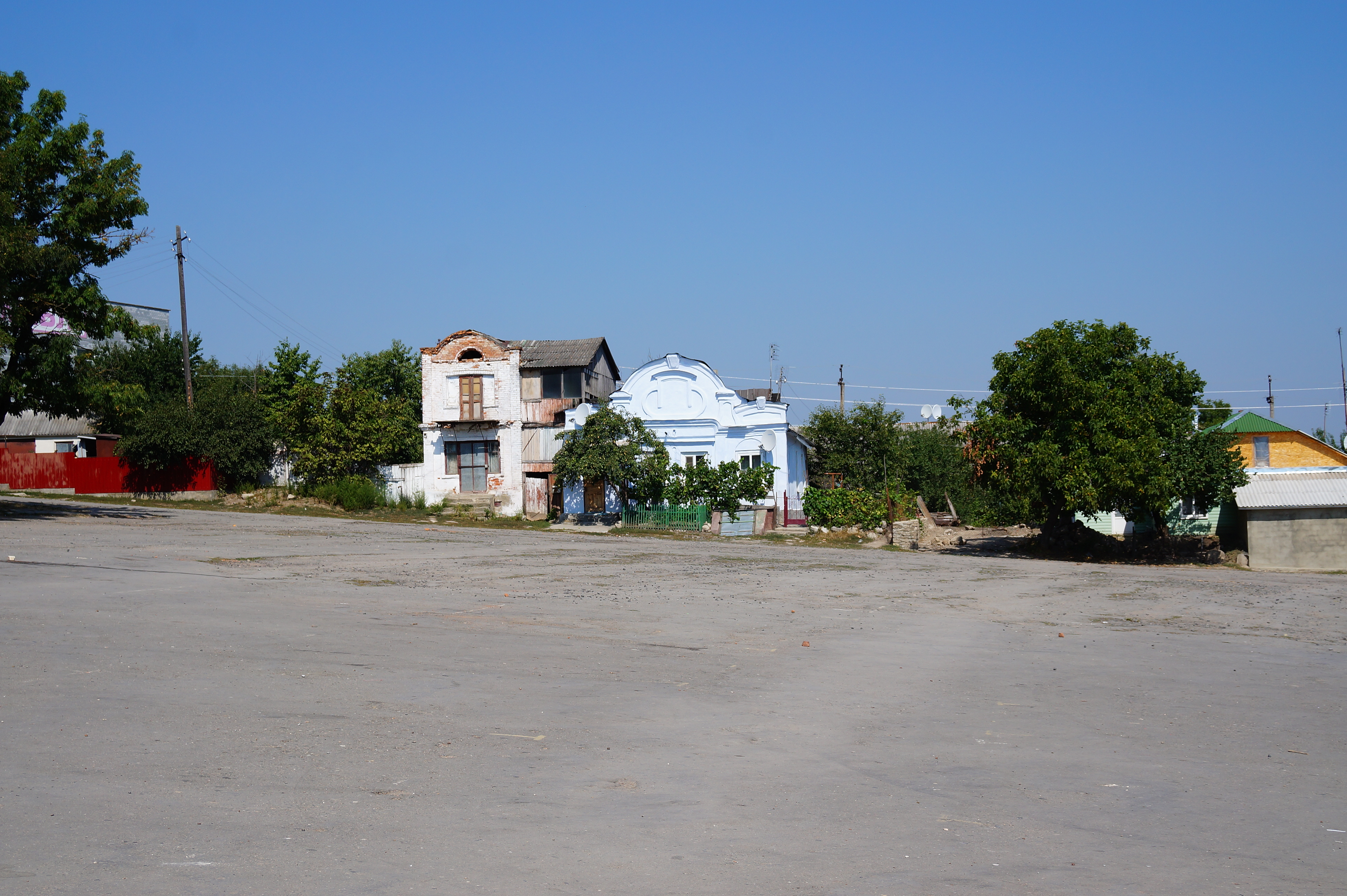
Ринкова (базарна) площа
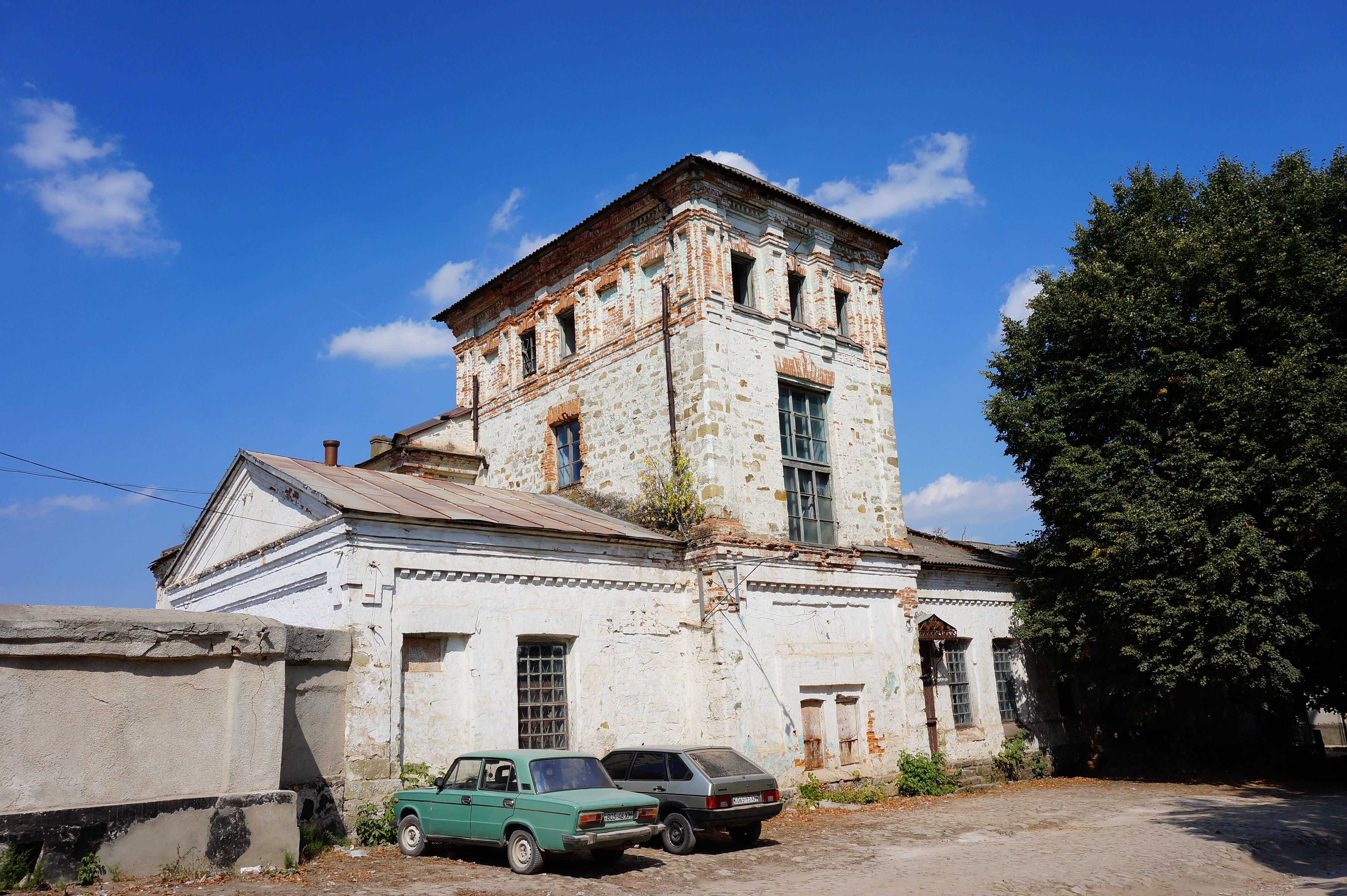
Контора заводу
Меморіал загиблим у Другій світовій війні
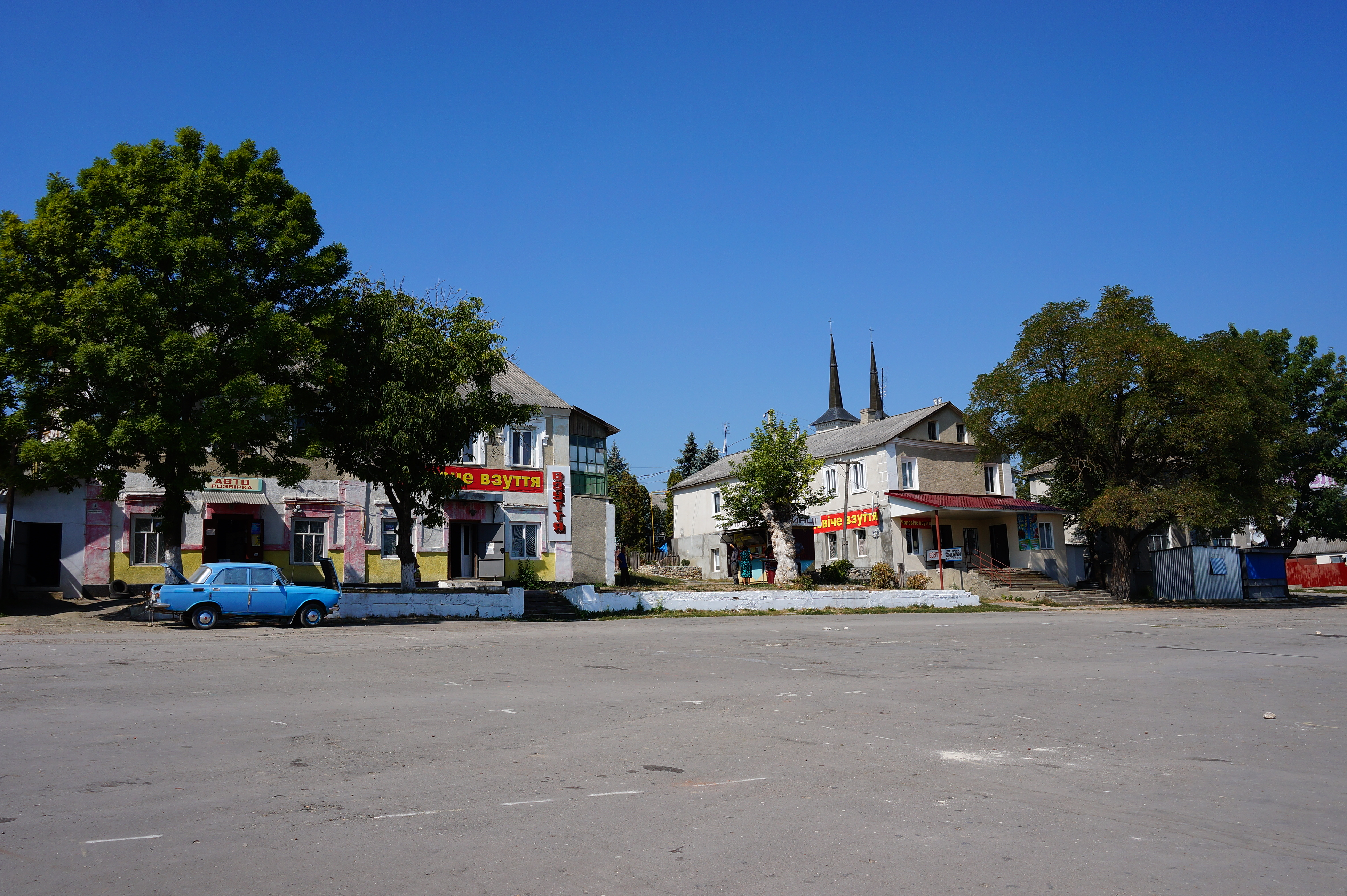
Базарна площа з прилеглими єврейськими будинками
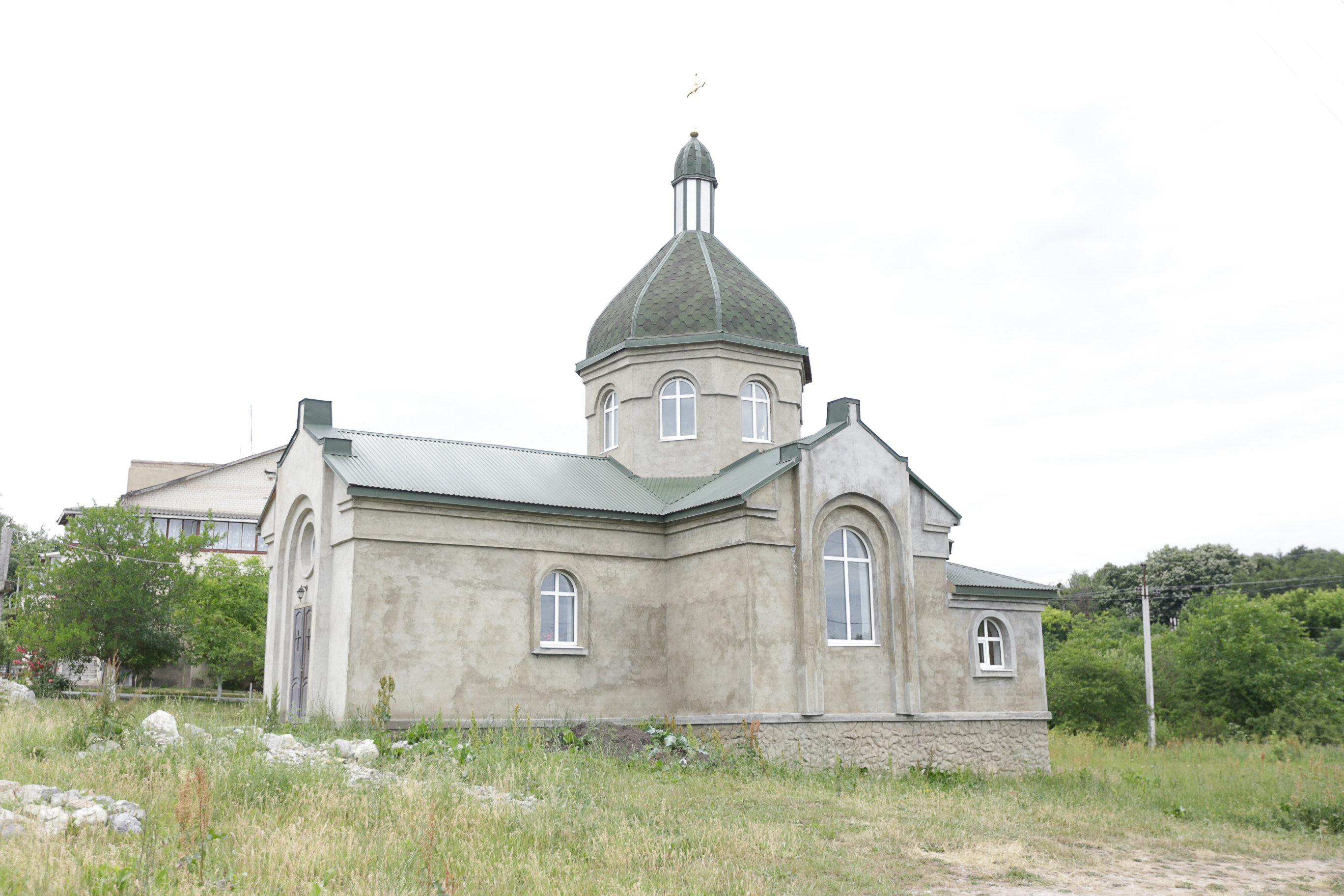
Церква
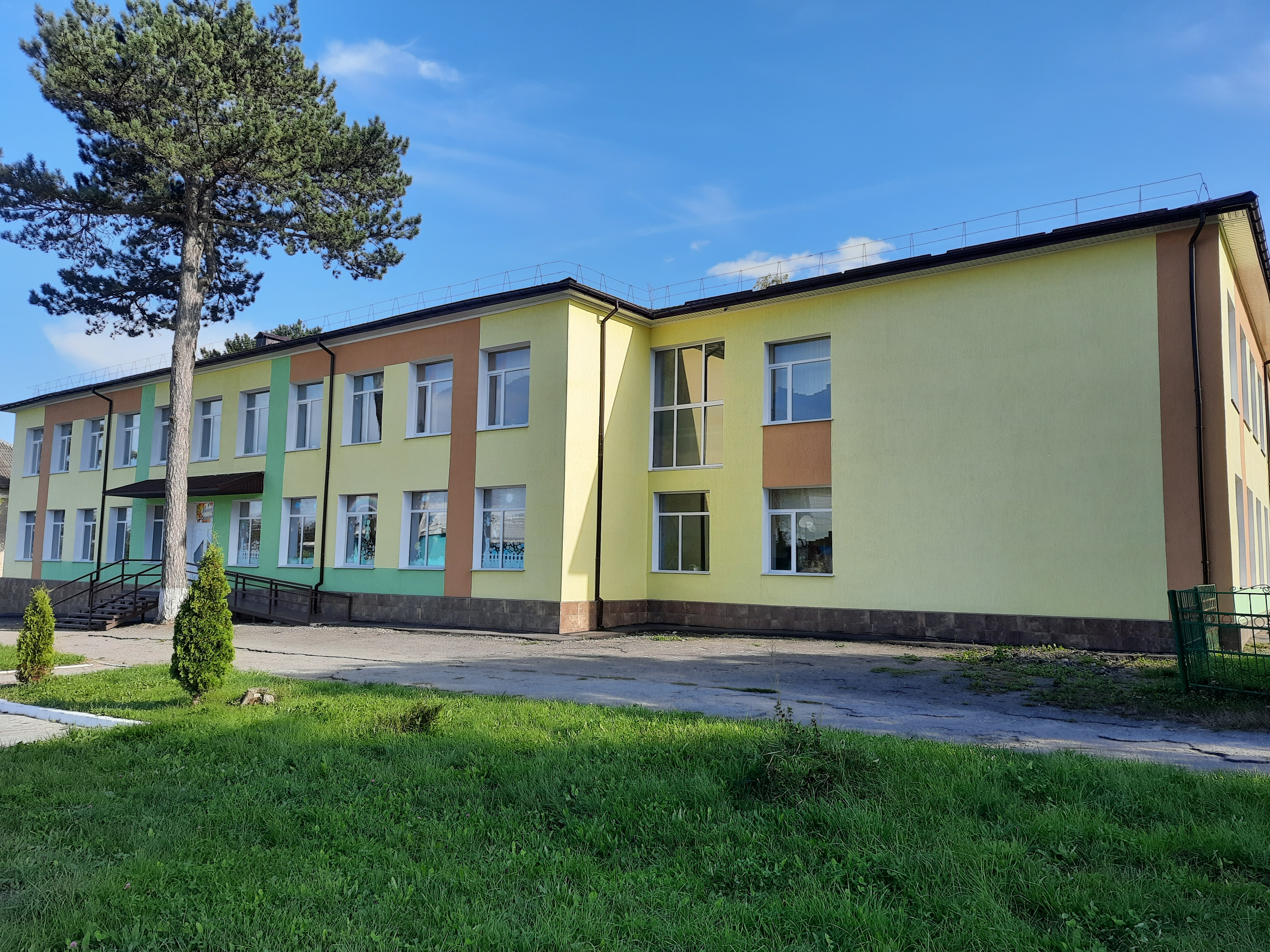
Школа
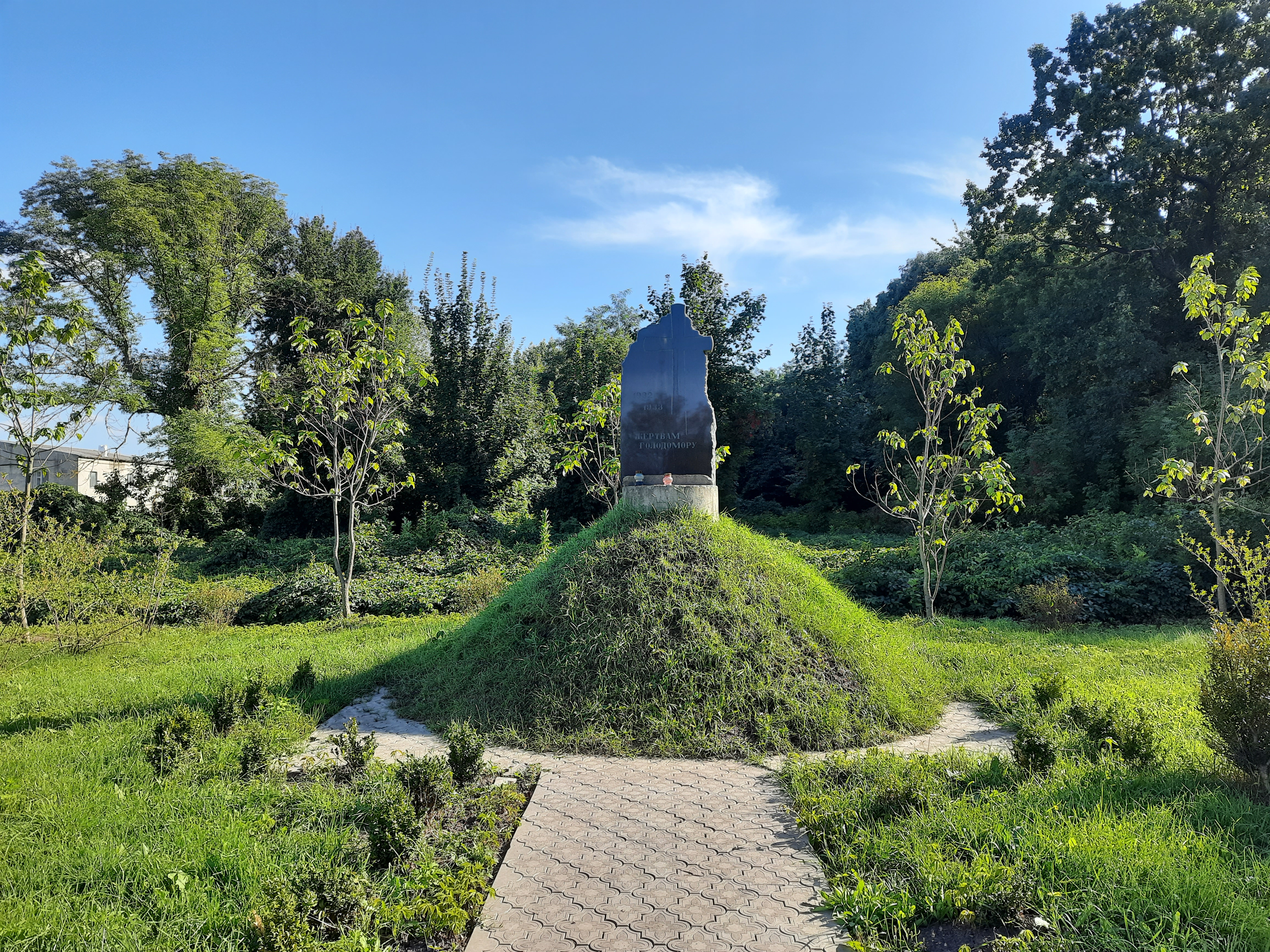
Пам'ятний знак жертвам голодомору
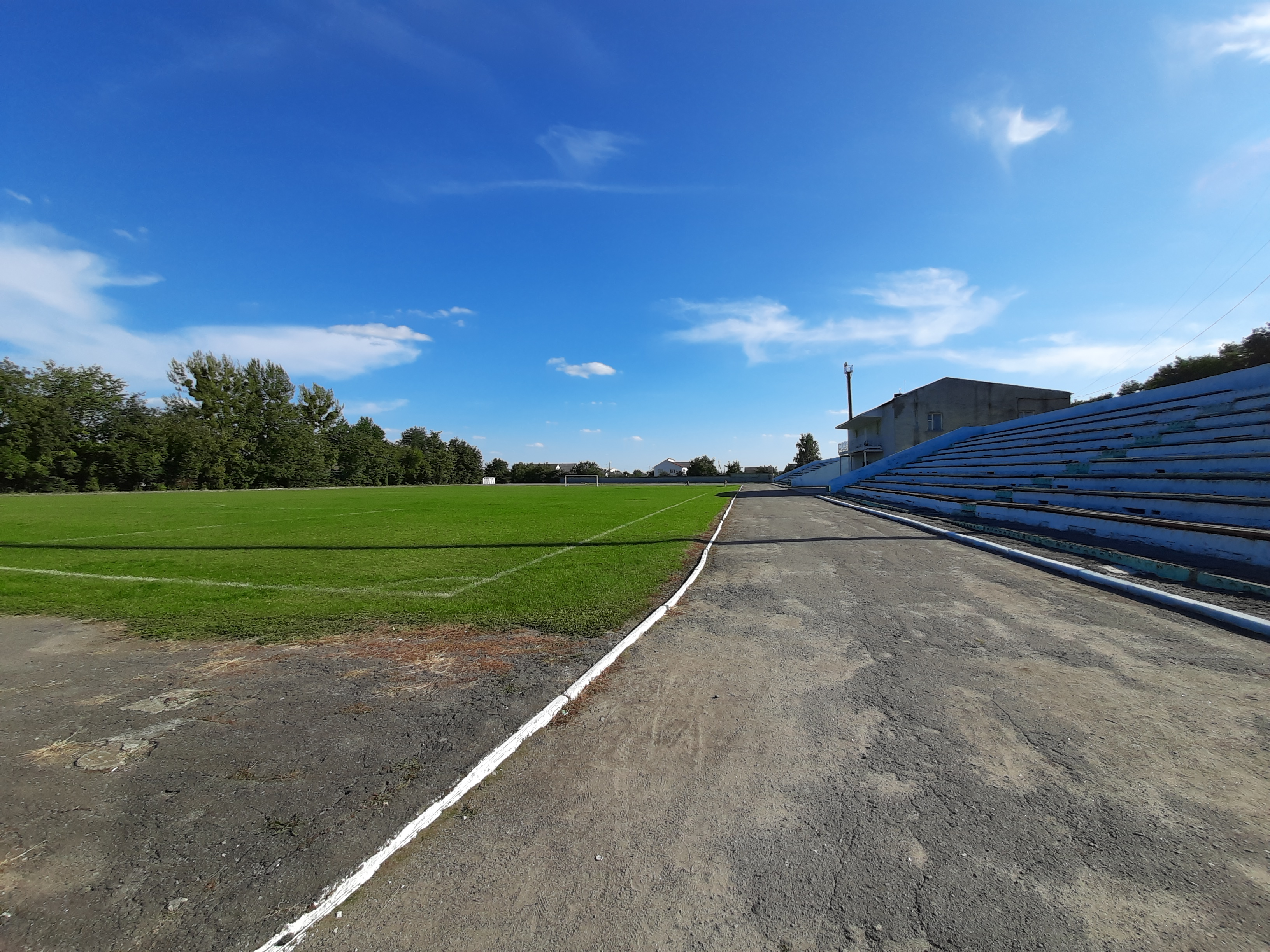
Стадіон